# Hidajet Kulenović
Hidajet-beg Kulenović nebo Kulinović (5. listopadu 1889 Travnik, Bosna a Hercegovina – 3. listopadu 1936 Sarajevo, Království Jugoslávie) byl bosenskohercegovský úředník a soudce bosňáckého původu.

## Životopis
Narodil do rozvětvené rodiny Kulenovićů, která patřila mezi nejvlivnější muslimské velmožské rody v Bosně a Hercegovině. Jeho otec Ahmed-beg vlastnil statky kolem městečka Jajce a zplodil pět dětí, tři syny (Hidajet-bega, Mustaj-bega a Ali-bega) a dvě dcery (Hibiju a Zarifu).
V rodném městě Hidajet-beg dokončil mekteb a základní školu. Poté v Istanbulu navštěvoval gymnázium (maturoval 21. listopadu 1911) a krátce také teologickou fakultu, načež se roku 1912 zapsal ke studiu na právnické fakultě Univerzity v Bělehradě. Po vypuknutí první světové války vysokoškolské studium přerušil a úspěšně je ukončil až roku 1920 (závěrečnou zkoušku složil 12. června 1922). Od 27. července 1922 do 30. června 1923 zastával post okresního náčelníka II. třídy v úřadu velkého župana v Travniku. Dne 9. února 1923 složil sdruženou advokátní a justiční zkoušku a získal zaměstnání u Okružního soudu v Travniku, posléze 7. ledna 1933 přešel k Okresnímu soudu v Tuzle. Dne 29. června 1935 byl zařazen do IV. platové třídy I. stupně.
Rozhodnutím ministerstva spravedlností Jugoslávie byl dne 6. dubna 1936 jmenován členem sboru náměstků (naibski odbor) Islámského náboženského společenství Království Jugoslávie, poté co odstoupil reisu-l-ulema Ibrahim-efendija Maglajlić. Za tímto účelem se přestěhoval do Sarajeva. Součástí sboru náměstků zůstal až do roku 1938, kdy se uskutečnila volba nové hlavy islámské obce. Roku 1936 Kulenović krátce působil i jako pověřený vakufský ředitel, vrchní správce majetku nadací Islámského náboženského společenství.
Od školního roku 1936/37 vyučoval turečtinu v Gazi Husrev-begově medrese v Sarajevu. Kromě turečtiny ovládal i francouzštinu a němčinu.
Hidajet-beg Kulenović zesnul 3. listopadu 1936 v Sarajeva a pohřben byl hned následujícího dne. Smuteční pochod vyrazil od Merhemićovy medrese (Merhemića medresa) ke Gazi Husrev-begově mešitě, kde se uskutečnila zádušní mše. Tělesné ostatky byly uloženy na sarajevském hřbitově Grličića brdo.